# Бен-Герір
Бен-Герір — родовище фосфоритів у Марокко, район Гантур, за 65 км на північ від міста Марракеш.

## Історія
Відкрито в 1963 році. Розвідане у 1968—1969 роках

## Характеристика
Фосфоритоносні відклади (маастріхт — еоцен) потужністю 114—218 м поширені в синклінальній структурі Бахіра-Тадла протяжністю до 125 км, шир. 10-25 км.
Розвідано 14 фосфоритоносних пластів.
Виділяються шість промислових платів потужністю 1,4-2,1 м з вмістом Р2O5 23-32%. Фосфорити зернисті, карбонатні і крем'янисто-карбонатні.
Запаси 900 млн т руди.

## Технологія розробки і збагачення
Технол. схема збагачення — фосфоритних руд передбачає стадії дроблення і грохочення, первинну промивку (для видалення глини і частини карбонатів), кальцинуюче випалювання і повторну промивку (для видалення вапна). Концентрат містить Р2O5 34%.